# 麗皋縣
麗皋縣是唐代珍州所屬的一個羈縻縣，貞觀十六年（642年）開山洞置。其轄地在今重慶市綦江區、貴州正安縣一帶地方，是唐代招撫當地土著所設置的州縣，一般由其頭人任州官，元和三年（808年）珍州廢，縣屬溱州。宋後為麗皋堡，在今夜郎壩附近。麗皋堡當在今貴州正安縣西北瑞溪鎮至扶焉鄉之間。